# Euoniticellus cambeforti
Euoniticellus cambeforti är en skalbaggsart som beskrevs av Masumoto 1987. Euoniticellus cambeforti ingår i släktet Euoniticellus och familjen bladhorningar. Inga underarter finns listade i Catalogue of Life.